# Yellow River State Forest Fire Tower
La Yellow River State Forest Fire Tower est une tour de guet dans le comté d'Allamakee, dans l'Iowa, aux États-Unis. Protégé au sein de la Yellow River State Forest, il est inscrit au Registre national des lieux historiques depuis le 14 septembre 2021.